# Francesca Ferretti
Francesca Ferretti est une joueuse italienne de volley-ball née le 15 février 1984 à Reggio d'Émilie. Elle mesure 1,80 m et joue au poste de passeuse. Elle totalise 165 sélections en équipe d'Italie.

## Clubs
| Club                     | Pays   | De        | À         |
| ------------------------ | ------ | --------- | --------- |
| Giovolley Reggio Emilia  | Italie | 1998-1999 | 1999-2000 |
| Club Italia              | Italie | 2000-2001 | 2000-2001 |
| Sirio Perugia            | Italie | 2001-2002 | 2001-2002 |
| Chieri Volley            | Italie | 2002-2003 | 2002-2003 |
| Volley Modena            | Italie | 2003-2004 | 2004-2005 |
| Chieri Volley            | Italie | 2005-2006 | 2006-2007 |
| Robursport Volley Pesaro | Italie | 2007-2008 | 2011-2012 |
| River Volley Piacenza    | Italie | 2012-2013 | …         |

## Palmarès

### Équipe nationale
- Championnat d'Europe (1)
  - Vainqueur : 2007.
- Grand Prix mondial
  - Finaliste : 2004, 2005.
- Coupe du monde (1)
  - Vainqueur : 2007.

### Clubs
- Coupe de la CEV
  - Vainqueur : 2008.
- Championnat d'Italie
  - Vainqueur : 2008, 2009, 2010, 2013.
- Coupe d'Italie
  - Vainqueur : 2009, 2013, 2014.
- Supercoupe d'Italie
  - Vainqueur : 2008, 2009, 2010, 2013.
- Challenge Cup
  - Finaliste : 2013.

### Récompenses individuelles
- Championnat du monde de volley-ball féminin des moins de 20 ans 2001: Meilleure serveuse.
- Coupe de la CEV féminine 2007-2008: Meilleure passeuse.